# 道理ジャンクション
道理ジャンクション（トリジャンクション）は大韓民国京畿道始興市にある首都圏第一循環高速道路と第三京仁高速化道路を結ぶジャンクションである。

## 接続する路線

### 高陽・城南方面
- 首都圏第一循環高速道路（28-1番）[1]

### 仁川・始興方面
- 第三京仁高速化道路（4番）[2]

## 隣
首都圏第一循環高速道路
- (28) 鞍峴JCT - (28-1) 道理JCT - 始興ハヌルSA - (29) 鳥南JCT

第三京仁高速化道路
- (3) 連城IC - 物旺料金所 - (4) 道理JCT - 東始興JCT